# Monte-Carlo Rolex Masters 2010
Monte-Carlo Rolex Masters 2010 — тенісний турнір, що проходив на ґрунтових кортах у місті Рокбрюн-Кап-Мартен, Франція з 12 квітня . Належав до категорії ATP World Tour Masters 1000, був турніром серії Мастерс Монте-Карло 2010 року.

## Фінальна частина

### Одиночний розряд
Рафаель Надаль —  Фернандо Вердаско 6–0, 6–1

### Парний розряд
Деніел Нестор /  Ненад Зімоньїч —  Магеш Бгупаті /  Максим Мирний 6–3, 2–0 завершення_кар'єри[b]